# Petermann Etterlin
Petermann Etterlin né à Lucerne entre 1430 et 1440 et mort vers 1509, est une personnalité politique et militaire et suisse, auteur d'une chronique de l'histoire de son pays.

## Biographie
Fils de Egloff Etterlin, qui avait servi comme chroniqueur de la ville de Lucerne de 1427 à 1453, il est destiné par ses parents à une carrière ecclésiastique qu'il n'embrassera jamais. En 1464, Etterlin fut nommé copiste de la ville de Lucerne.
La carrière militaire d'Etterlin débuta en 1468 quand il rejoignit l'armée de la Confédération des VIII cantons au siège de Waldshut. Durant un exil temporaire de la cité de Lucerne, Etterlin participa en outre aux batailles de Grandson, Morat tout comme celle de Nancy durant la Guerre de Bourgogne. En 1477, il fut de plus impliqué dans une campagne contre le duché de Lorraine.  
Après son retour dans sa ville natale en 1477, Etterlin fut nommé au poste de chancelier de la ville de Lucerne. En 1495, après sa promotion au poste de chroniqueur de la ville, Etterlin rejoignit le parti des élites francophiles. De 1493 à 1501, Etterlin est connu pour avoir fait plusieurs voyages en France.
Vers la fin de sa vie, Etterlin s'engagea dans l'écriture de sa Chronique de la Confédération suisse (en)(en allemand : Kronika von der loblichen Eydtgenossenschaft) qui couvre l'histoire du pays depuis la fondation de l'abbaye d'Einsiedeln en 861 jusqu'à l'année 1503 ; cette chronique, premier ouvrage historique suisse à être imprimé en 1507 puis rééditée à plusieurs reprises, joua un rôle important dans la diffusion des mythes fondateurs de la Suisse.
Selon Müller, Pettermann Etterlin mourut à Lucerne en 1509, seulement deux ans après la fin de son œuvre monumentale. 